# If-Kanal-Hemmer
If-Kanal-Hemmer hemmen spezifisch den geöffneten If-Kanal (HCN4 aus der HCN-Kanal-Gruppe) am Herzen und senken damit die Herzfrequenz. Einziger Vertreter der Substanzklasse ist Ivabradin. Eingesetzt werden If-Kanal-Hemmer zur Behandlung der chronischen stabilen Angina Pectoris bei Patienten mit normalem Sinusrhythmus, bei denen Betablocker kontraindiziert, unverträglich oder ungenügend wirksam sind.